# Rocko
Rodney Ramone Hill, Jr., bättre känd under sitt artistnamn Rocko, född 28 december 1979 i Atlanta, Georgia, är en amerikansk rappare och skådespelare. Han har tidigare varit gift med sångerskan Monica och tillsammans med henne så har han två söner, födda 2005 och 2008. Han har även ytterligare två söner, födda 1995 och 2014.
Hans debutalbum Self Made släpptes 2008.

## Diskografi
- 2008 – Self Made